# Гур (притока Амуру)
Гур (до 1973 року — Хунгарі) — річка в Хабаровському краї Росії, права притока Амуру.

## Опис

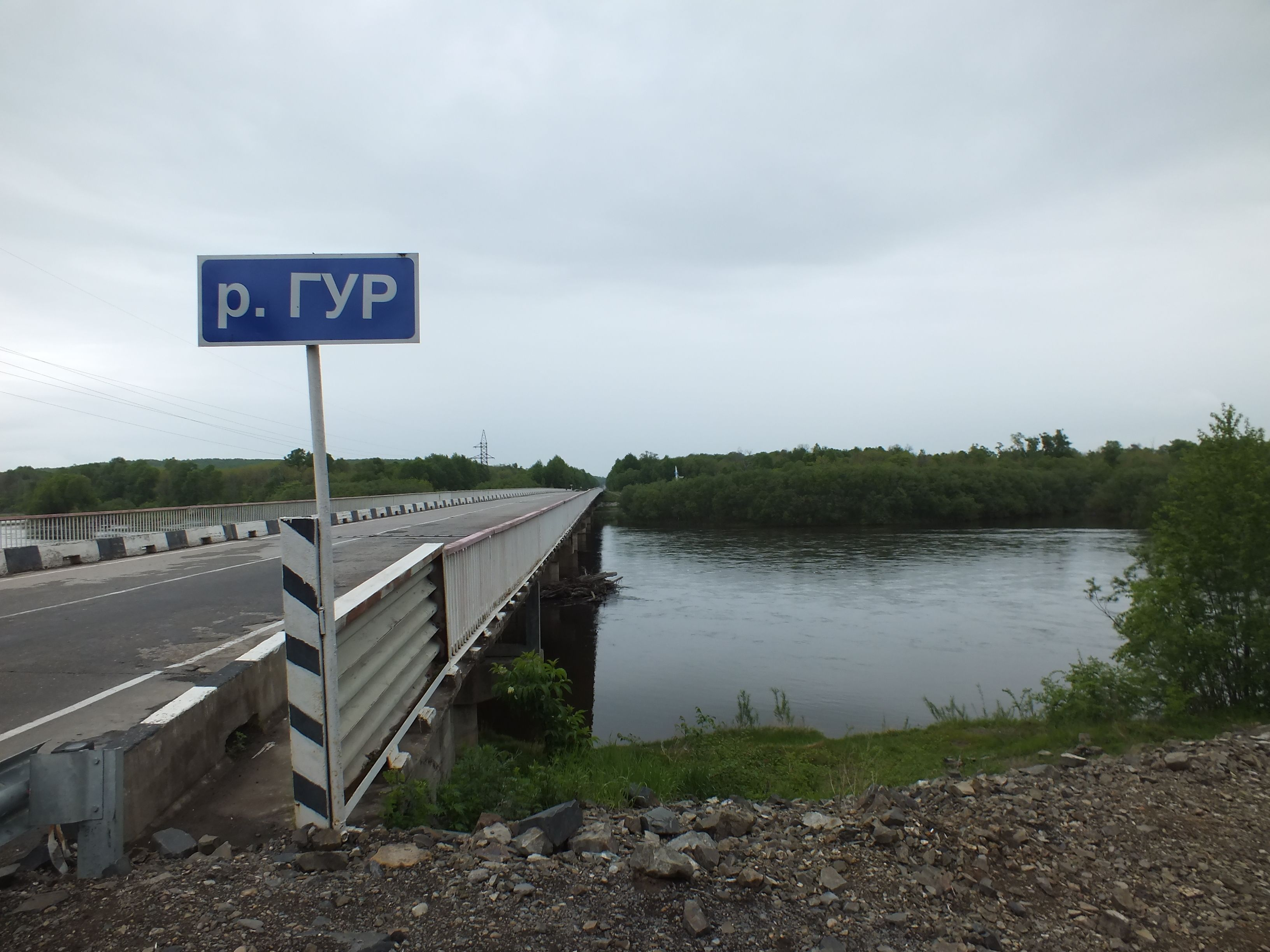
Міст через річку Гур на автодорозі Хабаровськ — Комсомольськ-на-Амурі.

Довжина річки — 349 км, площа басейну — 11 800 км². Протікає переважно в західному і південному напрямках. Витік — на західних схилах Сіхоте-Аліню. Впадає в Усть-Гурський (Хунгарійський) протік Амуру трохи вище села Усть-Гур Амурського району (4 км вище села Вознесенське). На річці розташовані селища Кенан, Уктур, Сніжний і селище міського типу Гурське. Між ними, уздовж річки, проходить ділянка лінії Далекосхідної залізниці.
Восени по річці Гур йде на нерест кета.

### Притоки (км від гирла)

Басейн Амуру.

- 47 км: річка Чермал (Чималі) (ліва)
- 94 км: річка Хосо (ліва)
- 169 км: річка Уктур (права)
- 231 км: річка Джаур (ліва)